# Bằng Lãng
Bằng Lãng là một xã thuộc huyện Chợ Đồn, tỉnh Bắc Kạn, Việt Nam.

## Địa lý
Xã Bằng Lãng nằm ở phía nam huyện Chợ Đồn, có vị trí địa lý:
- Phía đông giáp xã Đại Sảo
- Phía tây giáp xã Lương Bằng và xã Yên Thượng
- Phía nam giáp xã Yên Phong
- Phía bắc giáp thị trấn Bằng Lũng.

Xã Bằng Lãng có diện tích 41,26 km², dân số năm 2019 là 1.715 người, mật độ dân số đạt 42 người/km².
Tỉnh lộ 254 và tỉnh lộ 255 chạy qua địa bàn xã. Trên địa bàn xã có suối Đáy, đoạn thượng nguồn gọi là ngòi Khau Cum và nhiều khe suối nhỏ.

## Lịch sử
Đến năm 2019, xã Bằng Lãng có diện tích 33,85 km², dân số là 1.515 người, mật độ dân số đạt 45 người/km².
Ngày 10 tháng 1 năm 2020, Ủy ban Thường vụ Quốc hội ban hành Nghị quyết số 855/NQ-UBTVQH14 về việc sắp xếp các đơn vị hành chính cấp xã thuộc tỉnh Bắc Kạn (nghị quyết có hiệu lực từ ngày 1 tháng 2 năm 2020). Theo đó, sáp nhập toàn bộ 7,41 km² diện tích tự nhiên và 200 người thuộc thôn Bản Cưa của xã Phong Huân vừa giải thể vào xã Bằng Lãng.
Sau khi sáp nhập, xã Bằng Lãng có diện tích 41,26 km², dân số là 1.715 người.

## Hành chính
Xã Bằng Lãng được chia thành 10 thôn, bản: Bản Cưa, Khuổi Tặc, Lắc, Nà Duồng, Nà Khắt, Nà Loọc, Nà Niếng, Nhí, Tông Mụ, Tủm Tó.